# Steven Scarborough
Steven Scarborough (San Francisco, 23 giugno 1954) è un regista statunitense che lavora nel campo della pornografia gay, fondatore della Hot House Entertainment.

## Biografia
Più vecchio di sei fratelli, è figlio di un militare ed a causa del lavoro paterno ha vissuto in varie parti del mondo. Nel 1974, poco più che ventenne, dopo aver viaggiato attraverso gli Stati Uniti si stabilisce a San Francisco. In quel periodo prende coscienza della propria sessualità, grazie alla rivoluzione sessuale e al nascente movimento LGBT degli anni settanta. A San Francisco, apre un negozio nella quartiere Castro, attività commerciale che gestisce per gran parte degli anni ottanta.
Grazie ad alcune amicizie, nel 1986 riesce ad entrare a lavorare ai Falcon Studios. Scarborough, senza alcuna esperienza cinematografica precedente, debutta alla regia con il film Perfect Summer, immediatamente seguito dal film Touch Me, quest'ultimo vincitore di AVN Award come miglior film gay dell'anno. L'esperienza con la Falcon dura sei anni, in cui dirige numerosi film pornografici gay e veste la carica di vicepresidente esecutivo.
Nel 1993 fonda la Hot House Entertainment, intuendo subito il cambiamento di mercato e la crescente richiesta di film tematici che potessero soddisfare ogni tipo di gusto. Il suo primo titolo è On the Mark, con i pornodivi Aiden Shaw e Zak Spears, in seguito dirige e produce oltre 40 titoli, senza contare le pellicole delle linee Club Inferno e Plain Wrapped. Attraverso la sua società, Scarborough ha sponsorizzato il sesso sicuro e l'utilizzo del preservativo, rifiutandosi di lavorare con attori che lavorato con compagnie di film bareback. Dopo soli tre anni di attività, Scarborough viene premiato come Director of the Year.
Dopo aver diretto il film Descent, uno dei suoi più grandi successi commerciali, si prende una pausa, a causa di alcuni problemi di salute ed una conseguente dipendenza dai farmaci. Con la pellicola Resurrection torna dietro alla macchina da presa nel 2003. Nel 2002 è stato onorato della Hall of Fame ai GayVN Awards mentre nel 2004 è entrato nel "Wall of Fame" dei Grabby Awards.
A tutt'oggi ha diretto oltre 100 film pornografici, molti dei quali vincitori dei più importanti premi del settore hard, facendo diventare la Hot House una delle aziende più note e redditizie del settore pornografico.

## Filmografia
- Live Event: Directors Summit (2003)
- Justice (2006)
- Justice: Hardcore Director's Cut (2006)

### Regista
- Cruisin' 1: Men On The Make (1988)
- Perfect Summer (1988)
- Spokes 2 (1988)
- Touch Me: It's Hot It's Tender (1988)
- Deep in Hot Water (1989)
- Manrammer: A Battle of Size (1989)
- Pledgemasters: Rites of Manhood (1989)
- Big Bang (1990)
- Mission Accomplished (1990)
- Private Workout (1990)
- Revenge: More Than I Can Take (1990)
- Big Ones (1991)
- Compulsion: He's Gotta Have It (1991)
- Cruisin' 2: More Men On The Make (1991)
- Another Man's Pleasure (1992)
- Buttbusters (1992)
- Command Performance (1992)
- Down Home (1992)
- Grand Prize (1992)
- Hot Pursuit (1992)
- Mandriven (1992)
- Overload (1992)
- Shadows In The Night (1992)
- Abduction 2: The Conflict (1993)
- Basic Plumbing (1993)
- Hold Me Again (1993)
- House Rules (1993)
- On The Mark (1993)
- Redemption (1993)
- Redemption: Abduction 3 (1993)
- Summer Buddies (Gay) (1993)
- Wet Load (1993)
- Wild Country (1993)
- Backstage Pass (II) (1994)
- Billy's Tale: A Modern-Day Fable (1994)
- One Man's Poison (1994)
- Road To Hopeful (1994)
- True Stories: Letters From The Hot House Files (1994)
- Bottoms Up (1995)
- Dr. Good Glove (1995)
- Friction (1995)
- Full Length (1995)
- Pocket Rockets (1995)
- Rear-Ended  (1995)
- Call To Arms (1996)
- Gut Reaction (1996)
- Layin' Pipe (1996)
- Nothin' Nice (1996)
- Raw Material (1996)
- Road Home (1996)
- Hot to Trot (1997)
- Mo' Bigga' Butt (1997)
- Splashdown 1 (1997)
- Sure Thing (1997)
- Take One: Guys Like Us (1997)
- Doctor's Orders 1: Manipulation (1998)
- Doctor's Orders 2: Dilation (1998)
- Descent (1999)
- Descent: Project 7 (1999)
- Pushing It (1999)
- Skuff: Downright Dirty (1999)
- Special Handling (2000)
- To The Max (2000)
- At Arm's Length (2003)
- At Arm's Length 2 (2003)
- Best Of Chase Hunter (2003)
- Mo' Betta' Butt (2003)
- Mo Bubble Butt (2003)
- Resurrection (2003)
- Skuff 2: Downright Filthy (2003)
- Manhunt. The Movie (2004)
- Perfect Fit (2004)
- Road To Temptation (2004)
- Screw 2: Cut To The Chase (2004)
- Screw: Right To The Point (2004)
- Best of Gus Mattox (2005)
- Bootstrap (2005)
- Bust A Nut (2005)
- Grand Prize (2005)
- Hard Way (2005)
- Mischief (2005)
- Missing (II) (2005)
- Ram Tough (2005)
- Skuff 3: Downright Wrong (2005)
- Trunks (2005)
- At Your Service (2006)
- Beefcake (2006)
- Best of Matthew Rush 2 (2006)
- Black (2006)
- Black-N-Blue (2006)
- Blue (2006)
- Justice (2006)
- Justice: Hardcore Director's Cut (2006)
- Kris Lord Vs. Ken Ryker (2006)
- Manhunt 2.0 (2006)
- Trunks 3 (2006)
- Alex Collack Collection (2007)
- Communion (2007)
- Falcon Studios 35th Anniversary Limited Edition  (2007)
- Head Hunters, Inc. (2007)
- Jason Ridge Collection (2007)
- Jockstrap (2007)
- Trunks 4: White Heat (2007)
- Verboten 1 (2007)
- Verboten 2 (2007)
- Best of Derrick Vinyard (2008)
- Best of Erik Rhodes 1 (2008)
- Hot House Backroom Exclusive Videos 9 (2008)
- Masterpiece (2008)
- Paging Dr. Finger (2008)
- Stark Naked (2008)
- Trunks 5 (2008)
- Arpad Miklos Collection (2009)
- Dickin Around (2009)
- Director's Picks: Steven Scarborough (2009)
- Full Length (new) (2009)
- Head Hunters Two (2009)
- Movers N Shakers (2009)
- Overload (new) (2009)
- Reckless (2009)
- Shadows In The Night (new) (2009)
- Skuff 4: Downright Fierce (2009)
- Armed Services (2010)
- Best of Kane O'Farrell (2010)
- Depths of Desire 1 (2010)
- Depths of Desire 2 (2010)
- Double Penetration (2010)
- Dude Show 1: Reality Sucks! (2010)
- Dude Show 2: Reality Sucks! (2010)
- Francesco D'Macho Collection (2010)
- Hot House Backroom Exclusive Videos 20 (2010)
- Loading Zone (2010)
- Major Asshole (2010)
- Reckless 2 (2010)
- Sanctuary (2010)
- Sanctuary 2 (2010)
- Wrist Wranglers (2010)
- Best of Danny Somers (2011)
- Hot House Backroom Exclusive Videos 23 (2011)
- Hot House Backroom Exclusive Videos 24 (2011)
- Hot House Backroom Exclusive Videos 25 (2011)
- Humongous Cocks 11 (2011)
- Pack Attack 4: Parker Perry (2011)
- Pack Attack 5: Shane Frost (2011)
- Party Pack (2011)
- Party Pack 2 (2011)
- Party Pack 3 (2011)
- Score Game 2 (2011)
- Trunks 6 (2011)
- Humongous Cocks 13 (2012)
- Trunks 7 (2012)
- Whoppers 3 (2012)
- Humongous Cocks 21 (2013)
- Trenton Ducati Collection (2013)
- Tristan Jaxx: My Big Fucking Dick (2013)